# Cillán
Cillán – gmina w Hiszpanii, w prowincji Ávila, w Kastylii i León, o powierzchni 14,17 km². W 2011 roku gmina liczyła 114 mieszkańców.